# Donald Petrie
Donald Mark Petrie (Manhattan, 1954. április 2. –) amerikai filmrendező, filmproducer és színész.
Ismertebb filmrendezései közé tartozik a Pizzavarázs (1988), A szomszéd nője mindig zöldebb (1993), a Richie Rich – Rosszcsont beforr (1994) és a Beépített szépség (2000).

## Élete és pályafutása
Daniel Petrie filmrendező, valamint Dorothea G. Petrie filmproducer, regényíró és színésznő fia. A szintén filmrendező és producer Daniel Petrie Jr. öccse.
A California State University, Northridge (CSUN) egyetemen végzett színházszakon. Filmes pályafutását színészként kezdte, oktatói közt volt Lee Strasberg és Stella Adler. Petrie először maga is színészoktató lett, majd 1980-tól az Amerikai Filmintézet tagjaként a filmrendezés felé fordult. Elsőként epizódokat rendezett olyan sorozatok számára, mint például a MacGyver.
1988-ban jelent meg első nagyjátékfilmje, a Pizzavarázs, mely bevételi és kritikai sikert aratott.

## Filmográfia

### Film
Filmrendező
| Év   | Magyar cím                                   | Eredeti cím                  | Megjegyzések                   |
| ---- | -------------------------------------------- | ---------------------------- | ------------------------------ |
| 1988 | Pizzavarázs                                  | Mystic Pizza                 |                                |
| 1990 | Szemtelennek áll a világ                     | Opportunity Knocks           |                                |
| 1993 | A szomszéd nője mindig zöldebb               | Grumpy Old Men               |                                |
| 1994 | Egy kis szívesség                            | The Favor                    |                                |
| 1994 | Richie Rich – Rosszcsont beforr              | Richie Rich                  |                                |
| 1996 | A csendestárs                                | The Associate                |                                |
| 1999 | Kedvenc marslakóm                            | My Favorite Martian          |                                |
| 2000 | Beépített szépség                            | Miss Congeniality            |                                |
| 2003 | Hogyan veszítsünk el egy pasit 10 nap alatt? | How to Lose a Guy in 10 Days |                                |
| 2004 | Az elnök emberére talál                      | Welcome to Mooseport         |                                |
| 2006 | Cserebere szerencse                          | Just My Luck                 | filmproducer                   |
| 2009 | Görögbe fogadva                              | My Life in Ruins             |                                |
| 2013 |                                              | Atlantic Gold                |                                |
| 2013 |                                              | Digs                         | rövidfilm társ-forgatókönyvíró |
| 2018 | Pizzarománc                                  | Little Italy                 |                                |

### Televízió
Rendező
| Év        | Magyar cím          | Eredeti cím             | Megjegyzések                 |
| --------- | ------------------- | ----------------------- | ---------------------------- |
| 1985      | MacGyver            | MacGyver                | 1 epizód                     |
| 1985      |                     | Amazing Stories         | 1 epizód                     |
| 1985-1988 |                     | The Equalizer           | 5 epizód                     |
| 1986      |                     | CBS Schoolbreak Special | 1 epizód                     |
| 1986      |                     | Downtown                | próbaepizód                  |
| 1986-1987 |                     | L.A. Law                | 2 epizód                     |
| 1987      |                     | Private Eye             | 1 epizód                     |
| 1987      |                     | The Oldest Rookie       | 3 epizód                     |
| 1988      |                     | Why on Earth?           | tévéfilm                     |
| 1990      |                     | Turner & Hooch          | tévéfilm                     |
| 1992      |                     | The Heights             | 2 epizód                     |
| 1992      | Kisvárosi rejtélyek | Picket Fences           | 1 epizód                     |
| 1993      |                     | Country Estates         | tévéfilm                     |
| 1995      | Chicago Hope Kórház | Chicago Hope            | 1 epizód                     |
| 1997      | Alvilági játszma    | Players                 | 1 epizód                     |
| 1999      |                     | Snoops                  | 1 epizód                     |
| 2000      | Nemek harca         | Opposite Sex            | 1 epizód                     |
| 2015–2018 | Chicago Med         | Chicago Med             | 5 epizód                     |
| 2017      |                     | Chicago Justice         | 3 epizód vezető társproducer |
| 2018      | A Kominsky-módszer  | The Kominsky Method     | 2 epizód                     |
| 2019      | Bűnös Chicago       | Chicago P.D.            | 1 epizód                     |

## Fordítás
- Ez a szócikk részben vagy egészben  a   Donald Petrie című angol Wikipédia-szócikk ezen változatának fordításán alapul.  Az eredeti cikk szerkesztőit annak laptörténete sorolja fel. Ez a jelzés csupán a megfogalmazás eredetét és a szerzői jogokat jelzi, nem szolgál a cikkben szereplő információk forrásmegjelöléseként.